# Larissa Alexandrowna Peleschenko
Larissa Alexandrowna Peleschenko (russisch Лариса Александровна Пелешенко, engl. Transkription Larisa Peleshenko; * 29. Februar 1964 in Slanzy) ist eine ehemalige russische Kugelstoßerin.
1993 wurde sie Neunte bei den Weltmeisterschaften in Stuttgart und 1994 Fünfte bei den Europameisterschaften in Helsinki.
Im Jahr darauf wurde gegen sie wegen Dopings eine vierjährige Sperre verhängt und ihr der Weltmeistertitel von den Hallenweltmeisterschaften 1995 aberkannt.
2000 holte sie den Titel bei den Halleneuropameisterschaften in Gent, stellte am 26. August in Moskau mit 21,46 m ihre persönliche Bestleistung auf und errang bei den Olympischen Spielen in Sydney die Silbermedaille hinter Janina Karoltschyk (BLR) und vor Astrid Kumbernuss (GER).
2001 holte sie bei den Hallenweltmeisterschaften in Lissabon Gold und wurde Vierte bei den Weltmeisterschaften in Edmonton.